# Antonio C. Miselem Asfura
Santos Antonio Carlos Miselem Asfura (Payo Obispo, Quintana Roo, 6 de agosto de 1920 - 2 de febrero de 2008) fue un político mexicano, activista social y político en su estado natal, Quintana Roo.
Antonio Miselem fue uno de los primeros activistas que abogaban por la conversión del entonces Territorio Federal de Quintana Roo en estado de la federación, junto con el de Baja California Sur, argumentando que mientras estos no fueran elevados a esa condición, sus pobladores se veían privados de los derechos que tenían el resto de los ciudadanos de la república, llevó en varias ocasiones su petición, junto con otros ciudadanos a la Cámara de Diputados. En 1964 fue candidato independiente a diputado federal, no siendo aceptado su registro como tal; en 1975 participó en las primeras elecciones para gobernador del ya Estado de Quintana Roo postulado por el Partido Popular Socialista, obtuvo según los conteos oficiales 443 votos frente a los 41,165 del candidato del PRI Jesús Martínez Ross.